# رگدارآبششان
رگدارآبششان (نام علمی: Phlebobranchia) نام یک زیرراسته از رده کوزه‌داران است.